# Shaaban Idd Chilunda
Shaaban Idd Chilunda (ur. 20 lipca 1998 w Tandihimbie lub Mtwarze) – tanzański piłkarz grający na pozycji napastnika w sezonie 2020/2021 w Moghrebie Tétouan. Reprezentant kraju.

## Kariera

### Kariera klubowa
Shaaban Idd Chilunda zaczynał karierę w Azam FC. Do pierwszego zespołu trafił 21 lipca 2012 roku. Z tym klubem zdobył w 2018 roku Puchar Kagame, a w spotkaniu finałowym strzelił gola. Został królem strzelców turnieju. 8 sierpnia 2018 został wypożyczony do hiszpańskiego CD Tenerife. Zadebiutował tam 20 sierpnia 2018 roku w starciu przeciwko Gimnàstic de Tarragona, Tanzańczyk wszedł wtedy na 4 minuty. Łącznie w tym klubie rozegrał 4 mecze, wszystkie w Segunda División. 18 stycznia 2019 roku został ponownie wypożyczony do CD Izarra. Zadebiutował tam 3 lutego 2019 roku w starciu przeciwko Racing Santander, przegranym 2:1. Łącznie rozegrał tam 7 meczów, wszystkie w Segunda División B. Z wypożyczeni powrócił 30 czerwca 2019 roku.  W tym klubie zagrał także jedno spotkanie w Afrykańskim Pucharze Konfederacji, przegranym 0:1 z Triangle United FC. Mecz odbył się 15 września 2019 roku. 6 listopada został sprzedany do Moghrebu Tétouan, a dzień później informacja pojawiła się w mediach. W Maroku zadebiutował 13 lutego 2021 w meczu przeciwko Hassanii Agadir, zremisowanym 1:1. Jedyną bramkę strzelił w pucharze kraju 4 marca 2021 w spotkaniu przeciwko Chabab Atlas Khénifra, wygranym 1:3. Łącznie do 24 kwietnia 2021 roku rozegrał 6 meczów i strzelił 2 bramki.

### Kariera reprezentacyjna
Shaaban Idd Chilunda zadebiutował w ojczystej reprezentacji 8 września 2018 roku w meczu przeciwko Ugandzie, zremisowanym bezbramkowo. Łącznie do 24 kwietnia 2021 roku rozegrał 7 meczów.